# Van der Aa (geslacht)
Van der Aa is een uit Beek en Donk afkomstig geslacht dat verscheidene bestuurders voortbracht.

## Geschiedenis
De stamreeks begint met Adam Gerritsz. die burgemeester en president-schepen van Beek en Donk was, geboren werd omstreeks 1640 en in 1708 of 1709 overleed. Ook zijn zoon Gerrit Adamsz. (1675-1739) werd daar burgemeester. Daarna trok een zoon van de laatste naar Amsterdam, daarna naar Haarlem, nam de familienaam Van der Aa aan, en werden nazaten opnieuw bestuurders.
Het geslacht werd in 1946 opgenomen in het genealogische naslagwerk Nederland's Patriciaat.

## Enkele telgen
Adam Gerritsz. (†1708/1709), burgemeester en president-schepen van Beek en Donk
- Gerrit Adamsz. (1675-1739), burgemeester van Beek en Donk
  - Willem van der Aa (1706-1781), metselaar te Amsterdam, daarna koopman te Haarlem
    - Gerardus van der Aa (1744-1814), koopman, vicepresident van het stadsbestuur van Haarlem
      - Martinus Wilhelmus van der Aa (1776-1851), lid fa. Sieburgh & van der Aa
        - Gerrit van der Aa (1799-1848), eigenaar van de zeepziederij Het Fortuin te Amsterdam
          - Martinus Wilhelmus van der Aa (1830-1905), letterkundige
            - Mr. Gerardus Antonius Paulus Maria van der Aa (1871-1916), advocaat en procureur; trouwde in 1902 met Maria Elisabeth Jacoba Theodora van Waterschoot van der Gracht (1879-1956), lid van de familie Van Waterschoot van der Gracht
              - Maria Wilhelmina Ignatia Antonia van der Aa (1903), letterkundige

          - Petrus Johannes van der Aa (1832-1907), lid fa. Zillesen & van der Aa, assuradeuren, consul-generaal van Turkije te Amsterdam
            - Gerrit van der Aa (1864-1937), lid fa. Blom & van der Aa, assuradeuren, lid fa. Sluyters & Co., assuradeuren te Batavia, consul-generaal van België te Amsterdam, lid gemeenteraad van Hilversum
              - Jeanne Delphine Gerardine van der Aa (1892-1929); trouwde in 1917 met Louis Gaspard Guillaume Ghislain graaf de Villegas de St. Pierre (1874-1928), consul van België te Maastricht

          - Mr. Johannes Wilhelmus Stephanus van der Aa (1835-1879), president van de Raad van Justitie te Padang

      - Wilhelmus Martinus van der Aa (1778-1844), lid fa. Van der Aa & Smidt en mede-eigenaar van bierbrouwerij Het Scheepje te Haarlem, president van de Rechtbank van Koophandel te Haarlem
        - Gerardus Johannes van der Aa (1800-1871), zeepzieder te Haarlem, lid van de gemeenteraad te Haarlem
          - Pauius Josephus van der Aa (1832-1880), lid van de gemeenteraad te Haarlem
            - Paulus Gerardus Wijbrandus Josephus van der Aa (1866-1946), deken van Middelburg, pastoor te Vlissingen

Geslachten die opgenomen zijn in het sinds 1910 verschijnende genealogische naslagwerk Nederland's Patriciaat. Lijst volgens opgave van het CBG Centrum voor familiegeschiedenis.
A · B · C · D · E · F · G · H · I · J · K · L · M · N · O · P · Q · R · S · T · U · V · W · Y · Z